# Episodi di Law & Order - I due volti della giustizia (sesta stagione)
La sesta stagione della serie televisiva Law & Order - I due volti della giustizia, composta da 23 episodi, è stata trasmessa in prima visione negli Stati Uniti, sul canale NBC, dal 20 settembre 1995 al 22 maggio 1996.
In Italia la stagione è stata trasmessa in prima visione, saltuariamente e in disordine su Rai 2 dall'8 luglio 1998 al 22 agosto 2001. In particolare, diciotto episodi sono stati trasmessi dall'8 luglio al 1º agosto 1998, tre sono stati trasmessi dal 19 settembre al 6 novembre 1999 e i restanti due sono stati trasmessi il 21 e il 22 agosto 2001.
| nº | Titolo originale | Titolo italiano          | Prima TV USA      | Prima TV Italia   |
| -- | ---------------- | ------------------------ | ----------------- | ----------------- |
| 1  | Bitter Fruit     | Le radici dell'odio      | 20 settembre 1995 | 10 luglio 1998    |
| 2  | Rebels           | Ribelli                  | 27 settembre 1995 | 13 luglio 1998    |
| 3  | Savages          | Selvaggi                 | 18 ottobre 1995   | 8 luglio 1998     |
| 4  | Jeopardy         | Un caso archiviato       | 1º novembre 1995  | 14 luglio 1998    |
| 5  | Hot Pursuit      | Rapita                   | 8 novembre 1995   | 16 luglio 1998    |
| 6  | Paranoia         | Paranoia                 | 15 novembre 1995  | 9 luglio 1998     |
| 7  | Humiliation      | Umiliazione              | 22 novembre 1995  | 6 novembre 1999   |
| 8  | Angel            | Rachel                   | 29 novembre 1995  | 25 ottobre 1999   |
| 9  | Blood Libel      | Voti venduti             | 3 gennaio 1996    | 15 luglio 1998    |
| 10 | Remand           | Il Caso Costello         | 10 gennaio 1996   | 20 luglio 1998    |
| 11 | Corpus Delicti   | Morte equina             | 17 gennaio 1996   | 22 luglio 1998    |
| 12 | Trophy           | Il trofeo                | 31 gennaio 1996   | 17 luglio 1998    |
| 13 | Charm City       | A Baltimora e New York   | 7 febbraio 1996   | 23 luglio 1998    |
| 14 | Custody          | Alex e Jamal             | 21 febbraio 1996  | 24 luglio 1998    |
| 15 | Encore           | La seconda volta         | 28 febbraio 1996  | 28 luglio 1998    |
| 16 | Savior           | Il salvatore             | 13 marzo 1996     | 30 luglio 1998    |
| 17 | Deceit           | Apparenze prima di tutto | 27 marzo 1996     | 11 luglio 1998    |
| 18 | Atonement        | La colpa di Sharon       | 10 aprile 1996    | 31 luglio 1998    |
| 19 | Slave            | Schiavo                  | 21 aprile 1996    | 21 agosto 2001    |
| 20 | Girlfriends      | Le amiche                | 1º maggio 1996    | 22 agosto 2001    |
| 21 | Pro Se           | Autodifesa               | 8 maggio 1996     | 27 luglio 1998    |
| 22 | Homesick         | Nostalgia di casa        | 15 maggio 1996    | 19 settembre 1999 |
| 23 | Aftershock       | Giustizia è fatta        | 22 maggio 1996    | 1º agosto 1998    |

## Le radici dell'odio
- Titolo originale: Bitter Fruit
- Diretto da: Constantine Makris
- Scritto da: René Balcer e Jeremy R. Littman

### Trama
Una dodicenne viene trovata morta da un barbone che raccoglieva bottiglie. Briscoe e il suo nuovo partner Rey Curtis sospettano di un uomo poco raccomandabile con precedenti penali. Ma durante l'udienza per la cauzione la madre della vittima uccide l'uomo e viene arrestata e processata per l'omicidio, anche se il giudice si mostra clemente considerando le sue motivazioni. Però Briscoe e Curtis scoprono un legame tra la madre e il datore di lavoro dell'uomo ucciso in tribunale e inoltre emerge che l'omicidio della dodicenne deriva da un rapimento finito male.
- Nota. Prima apparizione nella serie per Benjamin Bratt, che interpreterà per i 4 anni successivi il nuovo partner di Briscoe, Rey Curtis, che ha preso il posto di Mike Logan.
- Nota. Questo episodio è ispirato al caso di Ellie Nesler, che nel 1993 sparò cinque volte al molestatore di suo figlio Daniel Driver, uccidendolo. La Nesler si dichiarò colpevole di omicidio colposo e fu condannata a tre anni, ma si dichiarò colpevole anche di aver venduto metanfetamine. Ciò spinse i pubblici ministeri ad aggiungere altri 6 anni di reclusione alla pena della donna, che rimase nella prigione di Chowchilla fino al 2002. La Nesler morì il 30 dicembre 2008 a Sacramento, in California, a causa di un tumore al seno che aveva da 14 anni.
- Nota. Questo episodio è stato successivamente adattato per il secondo episodio della seconda stagione della serie Law & Order: UK intitolato Nascosto.

## Ribelli
- Titolo originale: Rebels
- Diretto da: Ed Sherin
- Scritto da: Ed Zuckerman e Susanne O'Malley

### Trama
Briscoe e Curtis indagano sull'omicidio di un motociclista avvenuto in un pub per motociclisti dove l'uomo si era recato per l'acquisto di una motocicletta con la sua fidanzata, che è dominicana ed è malvista dal padre di lui. Briscoe e Curtis interrogano tutti coloro che erano nel pub, ma nessuno ha visto niente. I due sospettano del capo di una banda di motociclisti chiamati "I Ribelli", di cui faceva parte anche l'ex ragazzo della fidanzata della vittima. McCoy e Kincaid scoprono che il movente dell'omicidio è il giubbotto da motociclista.
- Nota. Quando la Kincaid compra la sua giacca di pelle, l'uomo che guida una Yamaha di cui parla è proprio Jack McCoy.

## Selvaggi
- Titolo originale: Savages
- Diretto da: Jace Alexander
- Scritto da: Morgan Gendel, Barry M. Schkolnick e Michael S. Chernuchin

### Trama
Briscoe e Curtis indagano sull'omicidio di un ricettatore che si scopre essere in realtà un poliziotto sotto copertura, che stava per svelare un traffico di droga coperto da un'attività di commercio di antichità. I detective sospettano prima di un antiquario e poi del suo commercialista che si scoprirà essere l'assassino. McCoy, Kincaid e Schiff pensano che il commercialista verrà quasi certamente condannato a morte, visto che lo Stato di New York ha di recente reintrodotto la pena capitale e non vede l'ora di eseguirla su qualcuno. Un commercialista che ha ucciso un poliziotto sotto copertura sembra il candidato perfetto.
- Altri interpreti: Victor Garber (Paul Sandig), Victor Truro (Giudice Douglas Spivak).

- Nota. L'attore Victor Garber, che nell'episodio interpreta l'assassino che rischia la pena di morte, diventerà uno dei protagonisti sia della serie TV d'azione Alias nel ruolo di Jack Bristow (padre dell'agente Sydney Bristow) e sia della serie TV Legends of Tomorrow nel ruolo del professor Martin Stein. Apparirà anche in un episodio di Law & Order: LA (quinto spin-off della serie) nel ruolo di un altro assassino.
- Nota. In questo episodio c'è un errore, cioè Schiff è indeciso se portare avanti o meno il primo caso di pena di morte nello stato di New York, ma in un episodio della decima stagione del primo spin-off Law & Order - Unità vittime speciali si viene a sapere che l'assistente del procuratore nonché amica d'infanzia di McCoy, Sonya Paxton è stata la prima a ottenere la pena capitale quando il governatore di New York George Pataki ha riportato la pena di morte.
- Nota. È il primo episodio del franchise in cui un colpevole di un omicidio viene condannato alla pena capitale.
- Nota. Victor Truro è accreditato come Judge Douglas Spivack, ma la targa mostrata riporta il nome di Douglas Spivak.
- Nota. In una scena McCoy dice che la pena di morte è prevista per l'omicidio di un poliziotto, l'omicidio di un testimone di un crimine, l'omicidio premeditato oppure quello con tortura, ma in realtà la pena di morte è prevista anche per l'omicidio di un bambino, l'omicidio con stupro e anche per omicidi compiuti da serial killer (come ad esempio Ted Bundy).
- Nota. Questo episodio è ispirato alla controversa legge che reintroduceva la pena di morte nello stato di New York. La legge, firmata nel 1995 dall'allora governatore dello stato George Pataki, è stata abolita nel 2004, anno in cui la pena capitale è diventata incostituzionale a New York.

## Un caso archiviato
- Titolo originale: Jeopardy
- Diretto da: Christopher Misiano
- Scritto da: René Balcer e Jeremy R. Littman

### Trama
Briscoe e Curtis indagano sull'omicidio del direttore di una rivista, che è stato ucciso nel suo ufficio insieme ai suoi due dipendenti. I due detective sospettano del fratello della vittima, che quest'ultimo aveva coinvolto in una causa risarcitoria milionaria. McCoy cerca di incriminarlo, ma su richiesta dell'uomo il giudice, amico di Schiff, concede un'archiviazione anticipata del caso; McCoy sospetta che il giudice sia stato corrotto.
- Nota. Questo episodio è ispirato a due casi accaduti: il primo su Harry Aleman, un uomo di Chicago colpevole di molti reati, tra cui l'omicidio di un sindacalista dell'IBT di nome William Logan ucciso nel 1972 nel suo studio. Per i suoi crimini, Aleman venne condannato complessivamente a 300 anni di reclusione. Il secondo caso invece è sul relativo suicidio del giudice Frank J. Wilson, avvenuto nel febbraio 1990 nella sua casa con un colpo di pistola alla tempia destra. Il giudice si tolse la vita perché si sentiva corrotto.

## Rapita
- Titolo originale: Hot Pursuit
- Diretto da: Lewis H. Gould
- Scritto da: Ed Zuckerman e Morgan Gendel

### Trama
Briscoe e Curtis indagano su una serie di omicidi e rapine commesse da una banda di rapinatori, composta da due uomini e una ragazza, che agiscono con le maschere da sci. I rapinatori vengono arrestati eccetto uno che è rimasto ucciso nello scontro a fuoco, ma diventa complicato chiarire la posizione della ragazza, apparentemente rapita dai due uomini. McCoy vuole capire se la ragazza è complice dei rapinatori o se era un ostaggio.
- Nota. Questo episodio è ispirato a due casi accaduti: il primo è su Patty Hearst che fu rapita il 4 febbraio 1974 a Berkley, in California, dai membri dell'Esercito di Liberazione Simbionese. La donna fu sottoposta al lavaggio del cervello e costretta a diventare una complice della banda che rapina banche, venne catturata il 18 settembre 1975 dopo 19 mesi di ricerche e si dichiarò colpevole di tutte le accuse. Venne condannata prima a 35 anni, poi a 7 anni e infine a 22 mesi di carcere, dopo la grazia concessa dal Presidente degli Stati Uniti d'America Jimmy Carter. In seguito il suo successore Ronald Reagan le concesse l'indulto e Bill Clinton fece altrettanto nel 2001. Il secondo caso invece è sulla coppia Charles Starkweather e Caril Ann Fugate che tra il dicembre 1957 e il gennaio 1958 compirono 11 omicidi. I due furono catturati, ma subirono un destino diverso: Starkweather fu giustiziato nel carcere di Lincoln il 25 giugno 1959 e la Fugate venne condannata all'ergastolo in cambio della sua testimonianza contro il suo fidanzato. La Fugate però scontò solo 17 anni di carcere prima di essere rilasciata sulla parola nel 1976.
- Nota. Questo episodio è stato successivamente adattato agli episodi di altre due serie: il primo è Rotta di collisione (quarto episodio della quarta stagione di Walker Texas Ranger) e il secondo è Hannah  (terzultimo episodio della quinta stagione di Chicago P.D.). Entrambi hanno un epilogo diverso: l'episodio di Walker Texas Ranger si conclude con la cattura del ragazzo e il salvataggio della ragazza, che nella storia è anche la nipote di C.D, nell'episodio di Chicago P.D. invece, la ragazza che era stata rapita diventa complice dei banditi. Lei e il suo fidanzato, capo della banda, vengono uccisi dalla polizia come Bonnie e Clyde.

## Paranoia
- Titolo originale: Paranoia
- Diretto da: Fred Gerber
- Scritto da: Michael S. Chernuchin

### Trama
Briscoe e Curtis indagano sull'omicidio di una studentessa universitaria avvenuto nella sua stanza, che condivideva con una sua amica. I sospetti si concentrano sul suo compagno di corso che aveva pubblicato su Internet un racconto, in cui descriveva l'omicidio della ragazza uccisa prima che avvenisse. Briscoe e Curtis sospettano poi della sua compagna di stanza, che ha alle spalle un altro omicidio e soffre di una grave forma di paranoia. Il suo legale, che è un'amica di McCoy, si rivela molto abile, ma alla fine quest'ultimo otterrà i suoi scopi accusando la ragazza di truffa.
- Nota. Questo episodio è ispirato al caso di Gina Grant che nel 1995 venne inizialmente ammessa all'Università di Harward, ma quando si venne a sapere che la ragazza aveva ucciso sua madre Dorothy, la sua ammissione venne revocata.

## Umiliazione
- Titolo originale: Humiliation
- Diretto da: Matthew Penn
- Scritto da: Michael S. Chernuchin e Barry Schkolnick

### Trama
Briscoe e Curtis indagano sull'omicidio di una giovane prostituta e i sospetti cadono sul suo cliente, un noto chirurgo estetico. L'uomo viene arrestato, ma il caso si rivela più difficile del previsto perché la moglie lo appoggia. La Kincaid è convinta della colpevolezza dell'uomo, così McCoy le affida il caso. Ma dopo aver ascoltato la testimonianza confusa della moglie dell'imputato, la Kincaid comincia a credere che l'assassino non sia il chirurgo.
- Nota. Questo episodio è ispirato a un caso controverso riguardante l'arresto di Estella Marie Thompson e dell'attore Hugh Grant avvenuto il 27 aprile 1995 a Los Angeles, mentre i due facevano sesso orale nella macchina di Grant. La Thompson è stata condannata a 180 giorni di carcere e a una multa di 1 150 dollari, mentre Grant è stato condannato a 2 anni di libertà vigilata e a una multa di 1 180 dollari.

## Rachel
- Titolo originale: Angel
- Diretto da: Arthur W. Forney
- Scritto da: Michael S. Chernuchin e Janis Diamond

### Trama
Briscoe e Curtis indagano sulla sparizione di una neonata di 8 mesi dopo che la madre ne ha denunciata la scomparsa, visto che è avvenuta mentre la donna si stava confessando in chiesa. I sospetti si concentrano prima sul marito e poi sulla moglie stessa. La donna, alla fine, confessa di aver ucciso e cremato sua figlia. A questo punto McCoy si trova ad affrontare in tribunale un uomo così inesperto e incapace da metterlo in difficoltà.
- Nota. Questo episodio è ispirato al caso di Susan Smith, una donna mentalmente instabile che il 25 ottobre 1994 uccise i suoi due figli Michael Daniel di 3 anni e Alexander Tyler di 14 mesi. Il 22 luglio 1995 la donna si dichiarò colpevole di due capi d'accusa per omicidio di secondo grado e venne condannata all'ergastolo fino a 30 anni di detenzione.

## Voti venduti
- Titolo originale: Blood Libel
- Diretto da: Constantine Makris
- Scritto da: I.C. Rapoport e René Balcer

### Trama
Briscoe e Curtis indagano sull'omicidio di un insegnante, che sembra a prima vista collegato con le attività illecite di un suo collega che insegna matematica e che vendeva voti alti ai suoi studenti. Ma invece portano alla luce un sentimento antisemita diffuso nella squadra di lotta libera della scuola, che porta all'arresto di uno studente membro della squadra. McCoy se la dovrà vedere con l'avvocato del ragazzo che basa la sua difesa su un presunto complotto ordito dagli ebrei contro il ragazzo.

## Il Caso Costello
- Titolo originale: Remand
- Diretto da: Jace Alexander
- Scritto da: René Balcer e Elaine Loeser

### Trama
Briscoe e Curtis riaprono il vecchio caso di stupro e tentato omicidio di una ragazza che fu violentata e accoltellata. Alcune rivelazioni fanno sospettare che l'uomo che si trova in carcere a scontare la pena per stupro e tentato omicidio è in realtà innocente. I due sospettano proprio dell'uomo condannato; ma scoprono anche che il suo avvocato, che aveva difeso la vittima per via di piccoli guai con la giustizia che aveva avuto, è deceduto. Il caso viene riaperto, sulla base di questo conflitto di interessi.
- Nota. L'attore Arthur Nascarella è accreditato come Mike Farina, ma il suo personaggio viene chiamato Bobby Farina durante l'episodio.
- Nota. L'attore Tony Lip è accreditato come Bobby Murrows, ma il suo personaggio viene chiamato Eddie Fuentes durante l'episodio.
- Nota. Questo episodio è ispirato al caso di Kitty Genovese, una ventottenne che fu trovata morta all'interno del suo comprensorio a Kew Gardens, un quartiere newyorkese. L'omicidio avvenne il 13 marzo 1964 e la morte della vittima fu dovuta all'asfissia per una pugnalata all'addome. Il suo assassino Winston Moseley fu dichiarato colpevole di omicidio di primo grado e condannato a morte, ma poi la sua pena venne commutata in ergastolo. Morì il 28 marzo 2016 al Clinton Correctional Facility per un infarto.

## Morte equina
- Titolo originale: Corpus Delicti
- Diretto da: Christopher Misiano
- Scritto da: Ed Zuckerman e Barry M. Schkolnick

### Trama
Briscoe e Curtis vengono chiamati per la morte di un cavallo che viene ricollegata alle attività illecite di un allevatore, che era solito ingannare numerose donne ricche per estorcere loro del denaro, tra cui quella della moglie dello stesso allevatore che è scomparsa, dopo che si era accorta dell'inganno. McCoy processa l'uomo per omicidio, anche se il corpo della donna non è stato ancora trovato e le prove sono esili, ma in seguito, a causa di una sua provvidenziale intemperanza, è costretto ad annullare il processo.
- Nota. Questo episodio è ispirato al caso di scomparsa di Helen Brach, avvenuta il 17 febbraio 1977 nella zona nord di Chicago. Il suo corpo non è mai stato trovato ed è stata dichiarata morta nel maggio 1984. Suo marito Richard Bailey è stato accusato della cospirazione dell'omicidio della donna, ma è stato condannato per frode al carcere a vita.
- Nota. L'attrice che interpreta l'assistente del procuratore Claire Kincaid, Jill Hennessy, è stata sostituita per alcune scene da sua sorella gemella Jacqueline, perché la Hennessy si trovava a Baltimora per girare l'episodio crossover con la serie Homicide, sempre prodotta dalla NBC.

## Il trofeo
- Titolo originale: Trophy
- Diretto da: Martha Mitchell
- Scritto da: Jeremy R. Littman ed Ed Zuckerman

### Trama
Briscoe e Curtis catturano un serial killer che confessa di aver compiuto una serie di omicidi; ma per uno di essi McCoy aveva già fatto condannare un'altra persona qualche anno prima. Il suo avvocato, mentre chiede la libertà provvisoria dell'imputato, accusa McCoy di aver ignorato deliberatamente un documento che confermava l'alibi del suo cliente, ma McCoy nega di averlo ricevuto. La Kincaid allora inizia a indagare e incontra l'ex assistente e amante di McCoy che conferma di aver ricevuto il documento, sostiene inoltre che McCoy le aveva permesso di nascondere questa prova per far condannare l'uomo.
- Nota. Questo episodio è ispirato al caso di Wayne Williams, un serial killer che uccise 2 uomini ad Atlanta e venne sospettato di aver ucciso anche 23 bambini afroamericani nella stessa città. L'uomo è stato condannato all'ergastolo solo per 2 omicidi.
- Nota. In questo episodio viene citato il caso affrontato in Ingiusta condanna (diciassettesimo episodio della stagione precedente).

## A Baltimora e New York
- Titolo originale: Charm City
- Diretto da: Ed Sherin
- Scritto da: Michael S. Chernuchin e Jorge Zamacora

### Trama
Briscoe e Curtis indagano su un attentato alla metropolitana di New York e scoprono che è collegato a quello avvenuto in una chiesa di Baltimora 5 anni prima, in cui erano morte diverse persone. A questo punto, Briscoe e Curtis contattano i colleghi di Baltimora per le indagini e scoprono che si tratta di attentati a sfondo razziale. Uno dei responsabili viene catturato, ma non avrebbe agito da solo.
- Guest star: Richard Belzer (John Munch), Andre Braugher (Detective Frank Pembleton).

- Nota. Questo episodio è ispirato a due casi realmente accaduti: il primo è sulla sparatoria di Long Island Rail Road che avvenne nel 1993; il responsabile dell'attacco Colin Ferguson fu condannato a 315 anni di reclusione. Il secondo caso invece è sull'Attentato alla metropolitana di Tokyo avvenuto il 20 marzo 1995 con 12 morti e 6200 intossicati. I responsabili dell'attentato furono i componenti di una setta religiosa chiamata Aum Shinrikyō capitanata da Shōkō Asahara, il capo della setta venne giustiziato tramite impiccagione il 6 luglio 2018.
- Nota. Questo episodio inizia un crossover con Homicide: Life on the Street, che si conclude nell'episodio Il reduce.
- Nota. È la prima apparizione per Richard Belzer nel franchise Law & Order, nel ruolo del detective John Munch. Lo stesso Belzer diventerà uno dei protagonisti nel primo spin-off della serie Law & Order - Unità vittime speciali, dove rimarrà fino al 2014, interpretando lo stesso personaggio di Homicide.

## Alex e Jamal
- Titolo originale: Custody
- Diretto da: Constantine Makris
- Scritto da: René Balcer e Morgan Gendel

### Trama
Briscoe e Curtis indagano sull'omicidio di un assistente sociale, ricollegandolo a un caso di affidamento di cui si era occupato. Un bambino di colore, Jamal, che era stato sottratto dalla madre che era tossicodipendente e affidato a una famiglia bianca, che lo aveva ribattezzato Alex. La madre naturale, una volta disintossicata, aveva organizzato un falso sequestro per riavere il figlio. La donna è difesa da Paul Robinette, un avvocato difensore che in passato è stato l'assistente di Ben Stone.
- Nota. In questo episodio Ben Stone viene menzionato da Robinette dicendo che era in viaggio per l'Europa. Tuttavia il giudice dichiara Stone non disponibile per questo caso.

## La seconda volta
- Titolo originale: Encore
- Diretto da: Matthew Penn
- Scritto da: Ed Zuckerman e Jeremy R. Littman

### Trama
Briscoe e Curtis indagano su un omicidio avvenuto a Central Park. I sospetti si concentrano a lungo su un messicano visto da alcuni testimoni sul luogo del delitto, fino a quando il marito della vittima torna a casa dal suo viaggio. Si scoprirà che il marito della vittima è una vecchia conoscenza di McCoy e Kincaid in quanto si tratta dell'uomo che era stato assolto dall'accusa di omicidio della sua prima moglie. Ovviamente, diventa subito il principale indiziato, soprattutto quando il killer, preso nel frattempo da Briscoe e Curtis, fa il suo nome. McCoy scopre che un usuraio minacciava lui e la sua famiglia, sembra davvero che l'uomo sia innocente anche per questo omicidio.
- Nota. È il seguito del secondo episodio della stagione precedente intitolato Tentato omicidio.
- Nota. Questo episodio è ispirato a due casi realmente accaduti: il primo è su Henri Landru, un serial killer francese che tra il 1915 e il 1919 uccise 11 persone per strangolamento; fu condannato a morte il 30 novembre 1921 e giustiziato quattro anni dopo tramite decapitazione con la ghigliottina. Invece il secondo è su Maria Isabel Pinto Monteiro Alves, una donna brasiliana trovata morta al Central Park di New York il 20 settembre 1995; il caso è tuttora irrisolto.

## Il salvatore
- Titolo originale: Savior
- Diretto da: David Platt
- Scritto da: Michael S. Chernuchin e Barry M. Schkolnick

### Trama
Briscoe e Curtis indagano sul duplice omicidio di una donna e di suo figlio con l'altra figlia rimasta ferita, i due sospettano del loro padre, il quale, in crisi per il lavoro, è caduto nel tunnel dell'alcol. McCoy e Kincaid ritengono che l'uomo soffra della sindrome dello sterminatore, che porta i padri di famiglia a uccidere i loro familiari. Ma quando l'uomo viene interrogato al processo, la dottoressa Olivet non è più così sicura della sua diagnosi. McCoy e Kincaid iniziano a prendere in considerazione la possibilità, che la figlia maggiore possa aver ucciso sua madre e suo fratello minore.
- Guest star: Ellen Pompeo (Jenna Weber).

- Nota. Questo episodio è ispirato al caso di John List, un religioso che il 19 novembre 1971 uccise tutta la sua famiglia: sua madre, sua moglie e i suoi tre figli. Divenne latitante per 18 anni fino al 1989, quando fu arrestato ed estradato in New Jersey dove fu dichiarato colpevole di tutti e cinque gli omicidi e fu condannato a cinque ergastoli consecutivi per poi morire di vecchiaia in prigione nel 2008, all'età di 82 anni.
- Nota. L'attrice Ellen Pompeo appare come guest star sia in questo episodio che in Pazzi per amore (quindicesimo episodio della decima stagione). In seguito, nel 2005, diventerà nota per il ruolo di Meredith Grey, protagonista della serie Grey's Anatomy.

## Apparenze prime di tutto
- Titolo originale: Deceit
- Diretto da: Vincent Misiano
- Scritto da: René Balcer e Eddie Feldman

### Trama
Briscoe e Curtis indagano sull'omicidio di un avvocato omosessuale, però dopo una serie di tentativi, sospettano di un uomo sposato con figli che non disdegna le avventure extraconiugali con omosessuali. Grazie alla loro trappola l'uomo viene incastrato, ma McCoy e Kincaid affronteranno un processo molto difficoltoso, anche perché la moglie dell'imputato si ostina a difendere il marito pur di salvare le apparenze.

## La colpa di Sharon
- Titolo originale: Atonement
- Diretto da: Martha Mitchell
- Scritto da: Ed Zuckerman e Morgan Gendel

### Trama
Briscoe e Curtis indagano sull'omicidio di una giovane prostituta, scomparsa da qualche tempo, indagando nel suo ambiente scoprono in realtà che la vittima aveva problemi di tossicodipendenza e che stava frequentando un giocatore di basket, anche lui con problemi di tossicodipendenza. Sospettano anche dell'autista della donna, innamorato di lei senza speranza. E quando il suo legale invoca l'omicidio colposo, McCoy e Kincaid dimostrano che non c'è premeditazione, ma scoprono che il movente dell'omicidio è un altro.
- Guest star: Michael Imperioli (Johnny Stivers).

- Nota. Questo episodio è ispirato al caso della modella Linda Sobek, che il 16 novembre 1995 scomparve da casa sua e il suo corpo non venne mai trovato. Charles Rathbun fu dichiarato colpevole dell'omicidio e condannato all'ergastolo.
- Nota. L'attore Michael Imperioli fa la sua prima apparizione nella serie interpretando l'autista di una prostituta uccisa. Imperioli sostituirà l'attore Jesse L. Martin negli ultimi episodi della quindicesima stagione nel ruolo del detective Nick Falco.

## Schiavo
- Titolo originale: Slave
- Diretto da: Jace Alexander
- Scritto da: René Balcer e Elaine Loeser

### Trama
Briscoe e Curtis indagano sull'omicidio di una donna avvenuto nel suo appartamento con un colpo di pistola sparato dal tetto del palazzo di fronte. I due scoprono che all'ora del delitto c'erano un ragazzino e un uomo invischiati nel giro della droga, ma uno di loro accusa l'altro dell'omicidio. McCoy e Kincaid capiscono che il ragazzino è stato costretto dallo spacciatore per cui lavorava a uccidere la donna, e che lui non vuole incolparlo. Alla fine sospettano anche della madre tossicodipendente del ragazzo, che lo aveva venduto allo spacciatore per saldare un debito. Quindi McCoy e Kincaid decidono di far testimoniare il ragazzo, in cambio di una detenzione minorile per far condannare l'uomo.

## Le amiche
- Titolo originale: Girlfriends
- Diretto da: Christopher Misiano
- Scritto da: Ed Zuckerman, Suzanne O'Malley e Jeremy R. Littman

### Trama
Briscoe e Curtis indagano sull'omicidio di una studentessa, e scoprono che dietro all'omicidio c'è un giro di prostituzione organizzata da una ragazza per i clienti del padre, un uomo d'affari che a sua volta aveva una relazione con la vittima. La giovane, in tribunale, si difende accusando il padre, il quale per farla assolvere gioca un gioco pericoloso.

## Autodifesa
- Titolo originale: Pro Se
- Diretto da: Lewis H. Gould
- Scritto da: René Balcer e I.C. Rapoport

### Trama
Briscoe e Curtis indagano su un triplice omicidio avvenuto in un negozio d'abbigliamento, nel quale molti testimoni avevano visto un uomo sulla scena del crimine. I due si appostano fino a quando non arrestano il presunto assassino, si tratta di un malato di mente che ha smesso di prendere le medicine che ne frenavano l'aggressività. Il problema è che l'uomo, pochi mesi prima, era stato arrestato per aver aggredito un uomo e l'indagine era stata presa dalla Kincaid e che grazie a un patteggiamento, l'uomo era tornato in libertà in poco tempo. McCoy e la stessa Kincaid si trovano un caso difficile per il fatto che l'uomo, laureato in legge, si difende da solo.
- Nota. Questo episodio è ispirato a due casi accaduti: il primo è su Scott Panetti che l'8 settembre 1992 uccise i suoi suoceri, cioè i genitori della sua seconda moglie; l'uomo fu condannato a morte il 25 settembre 1995, ma poi gli avvocati scoprirono che era schizofrenico, il che portò il giudice a rimandare l'esecuzione. Il secondo caso invece è su Milton Johnson, un uomo che nel 1983 uccise gli agenti Denis Foley e Stephen Meyer e il giovane Anthony Hackett. Johnson fu dichiarato colpevole di tutte le accuse e condannato a morte, ma la pena fu commutata in ergastolo.

## Nostalgia di casa
- Titolo originale: Homesick
- Diretto da: Matthew Penn
- Scritto da: Barry M. Schlkonick, Elaine Loeser e Michael S. Chernuchin

### Trama
Briscoe e Curtis indagano sulla strana morte di un neonato, e sospettano di una ragazza alla pari, cioè una giovane babysitter che, a causa della nostalgia di casa, era insofferente e negligente nei confronti del bambino. Inoltre, Briscoe e Curtis trovano nella stanza il veleno che ha ucciso il bambino. L'avvocato difensore della ragazza è abile a sottolineare l'indifferenza della madre del bambino, che passava molto tempo al lavoro e molto poco con il figlio, ma McCoy e Kincaid scoprono che la ragazza non ha ucciso il bambino.
- Guest star: Kim Raver (Wendy Karmel).

- Nota. episodio è ispirato al caso di Olivia Riner, una donna che il 1º dicembre 1991 è stata accusata dell'omicidio di Kristie Fisher e dell'incendio doloso nella sua casa a Thornwood, situato nello Stato di New York nella Contea di Westchester. La donna, riconosciuta non colpevole, dopo la sentenza scomparve nel nulla.
- Nota. L'attrice Kim Raver, che è apparsa come guest star in questo episodio, ha interpretato il paramedico Kim Zambrano nella serie Squadra emergenza, è apparsa in un episodio crossover di un'altra serie, E.R. Medici in prima linea e ha interpretato Aubrey Raines nella serie 24. Tuttora interpreta la dottoressa Teddy Altman nella serie Grey's Anatomy. È la seconda attrice di Grey's Anatomy ad apparire come guest star della serie dopo Ellen Pompeo.

## Giustizia è fatta
- Titolo originale: Aftershock
- Diretto da: Martha Mitchell
- Scritto da: Michael S. Chernuchin e Janis Diamond

### Trama
Dopo aver assistito all'esecuzione di un uomo che ha stuprato e ucciso una studentessa, Briscoe, Curtis, McCoy e la Kincaid si prendono un giorno libero: Briscoe prima si incontra con la figlia e poi passa la sua giornata al pub a bere; Curtis incontra una studentessa, ma finirà col tradire la moglie; McCoy ha delle cose da sbrigare in ufficio, poi va a pranzo con la Olivet e infine va al bar per svagarsi con alcuni suoi amici operai mentre la Kincaid, che è contraria alla pena di morte, pensa di dover lasciare la procura. Alla fine, mentre la Kincaid accompagna Briscoe che è sbronzo, viene travolta da un'altra macchina finendo uccisa.
- Guest star: Jennifer Garner (Jaime).

- Nota. Questo episodio è l'unico in cui non c'è un'indagine, infatti l'episodio accompagna ciascuno dei personaggi all'indomani dell'esecuzione.
- Nota. Ultima apparizione nella serie per Jill Hennessy, che ha interpretato Claire Kincaid per tre stagioni.
- Nota. Questo episodio è ispirato al caso di Kitty Genovese, citato anche nel decimo episodio della stessa stagione: Il caso Costello.
- Nota. L'attrice Jennifer Garner appare come guest star in questo episodio. La Garner divenne nota per aver interpretato l'agente della CIA Sydney Bristow nella serie Alias. Anche l'altro attore che prese parte alla serie Alias Victor Garber ha partecipato come guest star in un episodio, interpretando l'assassino di turno favorito per la pena di morte.